# Faramans (Isère)
Pour les articles homonymes, voir Faramans.
Faramans est une commune française située dans le département de l'Isère en région Auvergne-Rhône-Alpes.
Entre Lyon, Grenoble et Valence, le territoire de Faramans se situe plus précisément dans la Plaine de Bièvre, dans le secteur du Bas Dauphiné.
Les habitants de la commune sont dénommés les Faramantois.

## Géographie

### Situation et description
Faramans est un village de l'Isère peuplé d'un peu plus de 1 000 habitants qui se situe à moins de 8 km de La Côte-Saint-André, berceau d'Hector Berlioz. Les métropoles de Lyon et de Grenoble sont toutes deux à environ une soixantaine de kilomètres.
Faramans est positionnée à l’extrême est de la plaine de Bièvre, zone rurale, que le bourg domine légèrement.

### Communes limitrophes
La commune est limitrophe de quatre autres communes du département de l'Isère.
|                        | Bossieu  |       |
| Pommier-de-Beaurepaire | Faramans | Penol |
|                        | Pajay    |       |

### Géologie
Faramans est située dans la région naturelle de Bièvre-Valloire, une large vallée ouverte entre celle de l'Isère et le cours du Rhône et dont la forme régulière en auge à fond plat suggère une origine glaciaire, ce que confirme la présence de dépôts morainiques.

### Climat
Pour des articles plus généraux, voir Climat d'Auvergne-Rhône-Alpes et Climat de l'Isère.
En 2010, le climat de la commune est de type climat des marges montargnardes, selon une étude du Centre national de la recherche scientifique s'appuyant sur une série de données couvrant la période 1971-2000. En 2020, Météo-France publie une typologie des climats de la France métropolitaine dans laquelle la commune est exposée à un climat de montagne ou de marges de montagne et est dans la région climatique Moyenne vallée du Rhône, caractérisée par un bon ensoleillement en été (fraction d’insolation > 60 %), une forte amplitude thermique annuelle (4 à 20 °C), un air sec en toutes saisons, orageux en été, des vents forts (mistral), une pluviométrie élevée en automne (250 à 300 mm).
Pour la période 1971-2000, la température annuelle moyenne est de 11 °C, avec une amplitude thermique annuelle de 17,7 °C. Le cumul annuel moyen de précipitations est de 988 mm, avec 9 jours de précipitations en janvier et 6,2 jours en juillet. Pour la période 1991-2020, la température moyenne annuelle observée sur la station météorologique de Météo-France la plus proche, « Grenoble-Saint-Geoirs », sur la commune de Saint-Étienne-de-Saint-Geoirs à 16 km à vol d'oiseau, est de 11,5 °C et le cumul annuel moyen de précipitations est de 915,1 mm,. Pour l'avenir, les paramètres climatiques de la commune estimés pour 2050 selon différents scénarios d'émission de gaz à effet de serre sont consultables sur un site dédié publié par Météo-France en novembre 2022.

### Hydrographie
La commune ne présente pas de cours d'eau notable hormis le ruisseau d'Eydoche.

### Transports
Faramans est située au carrefour des routes reliant de La Côte-Saint-André et Beaurepaire.
Les gares ferroviaires les plus proches sont situées à Bourgoin-Jallieu (35 km), au Grand-Lemps 30 km et à Rives (32 km).
Un service de bus départemental est accessible depuis La Côte-Saint-André (à 7,5 km). Chaque jeudi, un transport est assuré pour les habitants vers La Côte-Saint-André. Les élèves de collège et de lycée sont acheminés chaque jour vers leurs établissements scolaires.

## Urbanisme

### Typologie
Au 1er janvier 2024, Faramans est catégorisée commune rurale à habitat dispersé, selon la nouvelle grille communale de densité à sept niveaux définie par l'Insee en 2022.
Elle appartient à l'unité urbaine de Faramans, une agglomération intra-départementale regroupant trois  communes, dont elle est ville-centre,,. Par ailleurs la commune fait partie de l'aire d'attraction de La Côte-Saint-André, dont elle est une commune de la couronne,. Cette aire, qui regroupe 8 communes, est catégorisée dans les aires de moins de 50 000 habitants,.

### Occupation des sols
L'occupation des sols de la commune, telle qu'elle ressort de la base de données européenne d’occupation biophysique des sols Corine Land Cover (CLC), est marquée par l'importance des territoires agricoles (67,6 % en 2018), en diminution par rapport à 1990 (72,2 %). La répartition détaillée en 2018 est la suivante : 
terres arables (49,7 %), forêts (20,5 %), zones agricoles hétérogènes (17,8 %), zones urbanisées (11,9 %). L'évolution de l’occupation des sols de la commune et de ses infrastructures peut être observée sur les différentes représentations cartographiques du territoire : la carte de Cassini (XVIIIe siècle), la carte d'état-major (1820-1866) et les cartes ou photos aériennes de l'IGN pour la période actuelle (1950 à aujourd'hui).

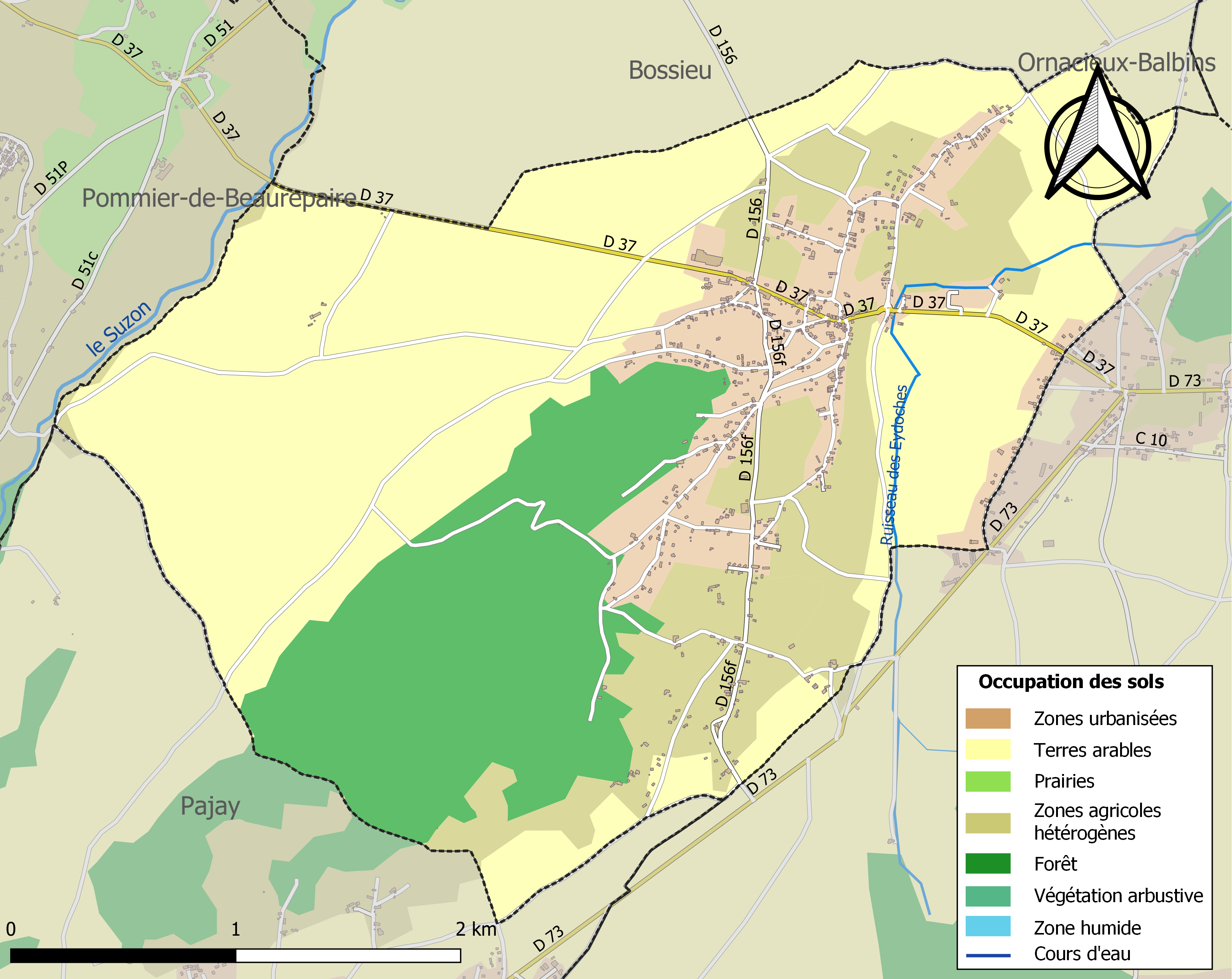
Carte des infrastructures et de l'occupation des sols de la commune en 2018 (CLC).

### Risques naturels et technologiques

#### Risques sismiques
La totalité du territoire de la commune de La Côte-Saint-André est située en zone de sismicité no 3 (sur une échelle de 1 à 5), comme la plupart des communes de son secteur géographique.
| Type de zone | Niveau            | Définitions (bâtiment à risque normal) |
| ------------ | ----------------- | -------------------------------------- |
| Zone 3       | Sismicité modérée | accélération = 1,1 m/s2                |

## Politique et administration

### Administration municipale
Le conseil municipal compte quatorze membres (sept femmes et sept hommes) dont un maire et quatre adjoints au maire.

### Liste des maires
| Période                                  | Période  | Identité         | Étiquette | Qualité         |
| ---------------------------------------- | -------- | ---------------- | --------- | --------------- |
| mars 1978                                | 2001     | Michel Gillibert | ...       | ...             |
| mars 2001                                | 2008     | Robert Baule     | ...       | ...             |
| 2008                                     | 2014     | Gilbert Richard  | ...       | ...             |
| 2014                                     | En cours | Gilles Bourdat   | SE        | Agent technique |
| Les données manquantes sont à compléter. |          |                  |           |                 |

## Population et société

### Démographie
L'évolution du nombre d'habitants est connue à travers les recensements de la population effectués dans la commune depuis 1793. Pour les communes de moins de 10 000 habitants, une enquête de recensement portant sur toute la population est réalisée tous les cinq ans, les populations de référence des années intermédiaires étant quant à elles estimées par interpolation ou extrapolation. Pour la commune, le premier recensement exhaustif entrant dans le cadre du nouveau dispositif a été réalisé en 2006.

En 2022, la commune comptait 1 148 habitants, en évolution de +10,92 % par rapport à 2016 (Isère : +3,07 %, France hors Mayotte : +2,11 %).
| 1793  | 1800  | 1806  | 1821  | 1831  | 1836  | 1841  | 1846  | 1851  |
| ----- | ----- | ----- | ----- | ----- | ----- | ----- | ----- | ----- |
| 1 154 | 1 010 | 1 104 | 1 402 | 1 593 | 1 530 | 1 067 | 1 190 | 1 293 |

| 1856  | 1861  | 1866  | 1872 | 1876 | 1881 | 1886 | 1891 | 1896 |
| ----- | ----- | ----- | ---- | ---- | ---- | ---- | ---- | ---- |
| 1 083 | 1 040 | 1 009 | 975  | 979  | 897  | 925  | 884  | 855  |

| 1901 | 1906 | 1911 | 1921 | 1926 | 1931 | 1936 | 1946 | 1954 |
| ---- | ---- | ---- | ---- | ---- | ---- | ---- | ---- | ---- |
| 790  | 772  | 715  | 657  | 649  | 654  | 639  | 592  | 567  |

| 1962 | 1968 | 1975 | 1982 | 1990 | 1999 | 2006 | 2011 | 2016  |
| ---- | ---- | ---- | ---- | ---- | ---- | ---- | ---- | ----- |
| 541  | 528  | 515  | 614  | 679  | 734  | 836  | 963  | 1 035 |

| 2021  | 2022  | - | - | - | - | - | - | - |
| ----- | ----- | - | - | - | - | - | - | - |
| 1 122 | 1 148 | - | - | - | - | - | - | - |

### Enseignement
La commune est rattachée à l'académie de Grenoble et gère une école primaire publique qui accueille environ 100 élèves de la maternelle au CM2 .  
Le collège de secteur, Jongkind situé à La Côte St André, accueille les élèves de la 6eme à la 3eme. Il propose, en particulier, dès la 6eme, l’apprentissage "en immersion" de l'Anglais par le dispositif EMILE, l'Allemand en LV2 et à partir de la 5eme, une section Européenne Italien.
La commune est rattachée au secteur du lycée Hector Berlioz à La Côte St André. Il propose entre autres, en plus des 7 spécialités communes à la plupart des lycées généraux, la spécialité Sciences de l’Ingénieur, une section Européen Anglais, une section Européen Italien, un Bac Français International Anglais-Italien, une préparation "Sciences Po".

### Équipement sportif et social
La base nature et loisirs en Bièvre d'une superficie totale de 22 ha, permet la pratique du golf, de la pêche, des promenades, de la pétanque et compte également des jeux pour enfants, des aires de pique nique, un sentier ludique des terrains de tennis et un city stade.
Il existe également un club de football ainsi qu'un centre aéré.

### Médias
Historiquement, le quotidien à grand tirage Le Dauphiné libéré consacre, chaque jour, y compris le dimanche, dans son édition Isère-Nord, un ou plusieurs articles à l'actualité du canton ainsi que des informations sur les éventuelles manifestations locales, les travaux routiers, et autres événements divers à caractère local.
Ici Isère est la radio publique qui émet sur son territoire ainsi que dans tout le département de l'Isère.

### Cultes
La communauté catholique de Faramans et l'église paroissiale (propriété de la commune) dépendent de la paroisse Sainte Marie de Bièvre-Liers qui est elle-même rattachée au diocèse de Grenoble-Vienne. La maison paroissiale se situe près de l'église de La Côte-Saint-André.

## Économie
Faramans est un village très actif et dynamique, avec pas moins de 27 associations qui s'ingénient à donner vie à la bourgade. Il n'est pas une semaine sans qu'une ou deux manifestation(s)ne s'y déroule(nt).
Les municipalités successives, surtout depuis les années 1980, alors que Faramans s'étiolait, ont su s'emparer des opportunités qui leur étaient offertes. C'est l'initiative de l'équipe municipale de l'époque qui a donné le coup de pouce nécessaire au regain du village. En ouvrant une section de classe maternelle, elle espérait attirer ainsi de jeunes couples. Pari réussi puisque le nombre d'habitants est passé de 515 à 687. Mais, il fallait proposer aussi une infrastructure commerciale qui incite à « rester au pays ».  Seul le « bar-tabac-presse-restaurant » avait résisté à l'exode. Le défi était lourd, mais pas insurmontable. L'opiniâtreté des élus, la volonté de jeunes artisans l'ont rendu réalisable.
En 1982, c'est la boulangerie qui reprend du service, puis le salon de coiffure, la boucherie et le médecin s'installent. Une pharmacienne, un kinésithérapeute, des infirmiers, un dentiste viennent compléter progressivement l'équipement paramédical du village.
En 1994, grâce à l'opération « 1 000 villages », une supérette s'implante. Entre-temps, l'équipe municipale a eu deux idées judicieuses : la création d'un camping, l'organisation annuelle de la « foire aux châtaignes ».
Cinq commerces, un pôle médical et para-médical complet, un terrain de camping, un centre équestre, un golf, un centre aéré, un marché hebdomadaire offrent aux Faramantois un panel quasi complet d'activités qui leur permettent de vivre au pays. En septembre 2011, est inauguré le bâtiment flambant neuf et fleuron de l'éco-construction qui accueillera deux classes de maternelle et la classe de CP, tandis que les autres classes élémentaires poursuivront leur chemin dans les anciens bâtiments : au total, une centaine d'enfants sont scolarisés.
Les communes limitrophes ne disposant pas d’infrastructures commerciales, médicales, para-médicales, Faramans devient le centre vivant d'une communauté de villages ruraux, lesquels sont soutenus, dans leur ensemble, par la communauté de communes du Pays Bièvre-Liers, qui gère certains territoires du hameau : l'étang du Marais, la Base nature et loisirs, le golf de Bièvre, le centre aéré.

## Culture locale et patrimoine

### Lieux et monuments
- L'église paroissiale Saint-Joseph, construire en 1839, avec ses 8 colonnes monolithiques. Elle connaît plusieurs tranches de travaux : maçonnerie et l'électricité (en 1986), plâtrerie-peinture (en 1987), menuiserie et carrelage (en 1988), réfection de la pièce sous le clocher et de la façade Est (en 2006), enfin, réfection des trois autres façades, des zingueries et gouttières ainsi que du clocher avec sa toiture pyramidale en 2022, pour un coût de 257 309€ (dont 26 631€ de dons)[28].
- Le lavoir communal, daté du XIXe siècle, dont la toiture est restaurée en 2022.
- Un ancien moulin situé à proximité immédiate du lavoir, entièrement construit en galets.

### Patrimoine naturel
- Étang du Marais (Base de Loisirs des Eydoches).

Le 23 août 2025, la base de loisirs de Faramans accueillera, à partir de 17h, une Grande fête populaire avec des animations, des concerts et un spectacle de drones en lien avec le festival.

### Personnalités liées à la commune
- Marie Léonide Charvin dite Agar (1832-1891) passe son enfance et sa première adolescence chez ses grands parents paternels à Faramans.

### Héraldique
|  | Faramans (Isère) possède des armoiries dont l'origine et le blasonnement exact ne sont pas disponibles. |